# Municipio de Sinaloa
El municipio de Sinaloa es un municipio del estado mexicano del mismo nombre. Se ubica al norte del estado, limita al norte con los municipios de El Fuerte y Choix; al sur con los de Salvador Alvarado, Mocorito y Badiraguato; al poniente con el de Guasave y al oriente con el estado de Chihuahua. Su cabecera municipal es la Villa de Sinaloa de Leyva.
Según el censo del 2015 tenía una población de 88,659 habitantes.

## Geografía
- Altitud: El municipio tiene una altitud que varía entre los 55 y los 2155 metros sobre el nivel del mar.
- Latitud: Entre los paralelos 25°39'54" y 26°25'49" de latitud norte
- Longitud: Se localiza entre los meridianos 107°27'56" y 108°40'22" de longitud oeste del meridiano de Greenwich.
- Superficie: El territorio del municipio de Sinaloa mide 6.186 km², que representa el 10,6% del total del estado y el 0,31% del país.

### Orografía
La configuración orográfica es predominantemente montañosa. En la porción media noroccidental se localiza la Sierra de Ocoroni. En la parte media suroriental, se encuentra la Sierra de Baragua. En el extremo noroccidental se localiza la Sierra de La Tasajera.

### Hidrografía
Dentro de las corrientes más importantes del municipio se encuentra el río Sinaloa que es el único que atraviesa el municipio y tiene su nacimiento en Guadalupe y Calvo, dentro del estado de Chihuahua; penetra al estado de Sinaloa por el extremo nororiental del municipio y sigue su recorrido por la región, cruzando en su parte final el municipio de Guasave, para desembocar finalmente en el Golfo de California.
Otras corrientes de importancia son los arroyos de Cabrera y Ocoroni.
Cuerpos de Agua
- Presa Ing. Guillermo Blake Aguilar en la sierra de Ocoroni.
- Presa Bacurato

## Política

### Subdivisión
Sinaloa municipio se divide en 9 sindicaturas, cuya cabecera les da nombre, excepto una:
- Bacubirito
- Estación Naranjo
- Lázaro Cárdenas (Cabecera: Ejido Ruiz Cortines # 1)
- Llano Grande
- Maquipo
- Ocoroni
- Palmar de los Sepúlveda
- San José de Gracia
- San José de las Delicias

## Demografía

### Localidades
Las 10 más pobladas en 2010 de acuerdo con el censo de INEGI son las que a continuación se enlistan:
| Localidad                   | Población |
| Total Municipio             | 88,282    |
| Estación Naranjo            | 6,307     |
| Sinaloa de Leyva            | 5,240     |
| Genaro Estrada              | 3,355     |
| Gabriel Leyva Velázquez     | 2,529     |
| Ruiz Cortines Número Tres   | 2,384     |
| Alfonso G. Calderón Velarde | 2,265     |
| Cubiri de Portelas          | 2,088     |
| Ejido el Maquipo            | 1,690     |
| Llano Grande                | 1,540     |
| Santiago de Ocoroni         | 1,525     |

### Poblaciones importantes
- Sinaloa de Leyva, es la cabecera municipal
- Estación Naranjo, es el pueblo con más habitantes del municipio
- Genaro Estrada tercer pueblo más importante del municipio en cuestión de población.
- Gabriel Leyva Velázquez
- Ruiz Cortines N° 3
- Alfonso G. Calderón Velarde
- Cubiri de Portelas
- Ejido el Maquipo (El Maquipo)
- Santiago de Ocoroni
- Llano Grande
- Baburía
- Máripa
- Alfredo V. Bonfil (Siete Ejidos)
- La Presita
- Bacubirito
- Agua Blanca
- Ranchito de Llanes
- La Higuera - El Veranito

## Recursos naturales
Forestal
Las regiones de producción forestal se localizan en: San José de los Hornos, con un potencial de 11 700 hectáreas de pino estando en producción 600 hectáreas.
Jesús María de Tisobuena.- Cuenta con 33 600 hectáreas, de las cuales 1100 están abiertas a la producción de pino.
Cuitaboca.- Con un potencial de 10 000 hectáreas, de las cuales únicamente se explotan 350 hectáreas de pino.
Sierrita de los Germanes.- Cuenta con 5000 hectáreas de las cuales producen 300 hectáreas.
El potencial de pino en el municipio es de 52 897 hectáreas localizadas en la zona serrana.
Minería
En San José de Gracia, se encuentran yacimientos de oro, plata, zinc, molibdeno, tungsteno, barita y calcio. En el municipio se localizan 116 minas, que amparan una superficie de 16 276 hectáreas explotándose únicamente 75 hectáreas.

## Actividad económica

### Agricultura
El régimen de tenencia de la tierra es mayoritariamente ejidal, seguido por el de pequeña propiedad, el sistema ejidal abarca aproximadamente el 70% y el resto de la superficie cultivable es de pequeña propiedad. Siendo los cultivos más comunes maíz, frijol, soya, trigo, sorgo, tomatey ajonjolí (para el mercado estadounidense), garbanzo y cártamo.

### Ganadería
Se cuenta con una asociación ganadera local la cual cuenta con 6 mil 820 ganaderos registrados y 52 mil 235 cabezas de ganado registradas; existen pequeñas crías de aves de corral y porcinas para uso doméstico.
la ganadería de sinaloa es una de las más importantes de todo el país.

### Industria
Solo existen tres pequeñas industrias muebleras y una planta hidroeléctrica de la C.F.E. generadora de energía eléctrica.

## Turismo
- El territorio que abarca el municipio de Sinaloa es rico en recursos tanto natural como cultural, por lo que tiende a destacar dentro de los destinos turísticos dentro del estado.
- Iniciativas como Pueblo Señorial, Pueblo Mágico colocara a la cabecera municipal Sinaloa de Leyva como el epicentro de 2 corredores turísticos importantes en el norte de Sinaloa.
- Fue el lugar de origen de las misiones evangelizadoras del noroeste de México, de los que queda algunos vestigios arqueológicos en la cabecera municipal.
- Pueblos cuyas construcciones son de arquitectura colonial y cuenta con iglesias antiguas en: Bacubirito, Ocoroni y Sinaloa de Leyva.
- También cuenta con vestigios de la época prehispánica solo se conoce que estas tierras fueron el paso de diferentes tribus que se dirigían al centro del país dejando como testimonio petroglifos que se localizan en diversas comunidades del municipio.
- El municipio culturalmente tiene aspectos sobresalientes, es sede de culturas vivas: La Mayo Yoreme (Cáhitas) y la Raramuri. En el poblado La Playita, al norte de Estación Naranjo rumbo a Ocoroni se celebra todos los años las festividades de Semana Santa, con bailables indígenas del pueblo mayo (Cáhitas), incluyen canciones cantadas en la lengua Cáhita (Yoreme). Se recomienda visitarlo en Viernes Santo.
- En las dos presas con que cuenta se practica la pesca deportiva.

Servicios
En la cabecera municipal se cuenta con hoteles y restaurantes al igual que en Bacubirito.